# Alvear (Santa Fé)
Alvear é uma comuna da província de Santa Fé, na Argentina.